# Timken Museum of Art

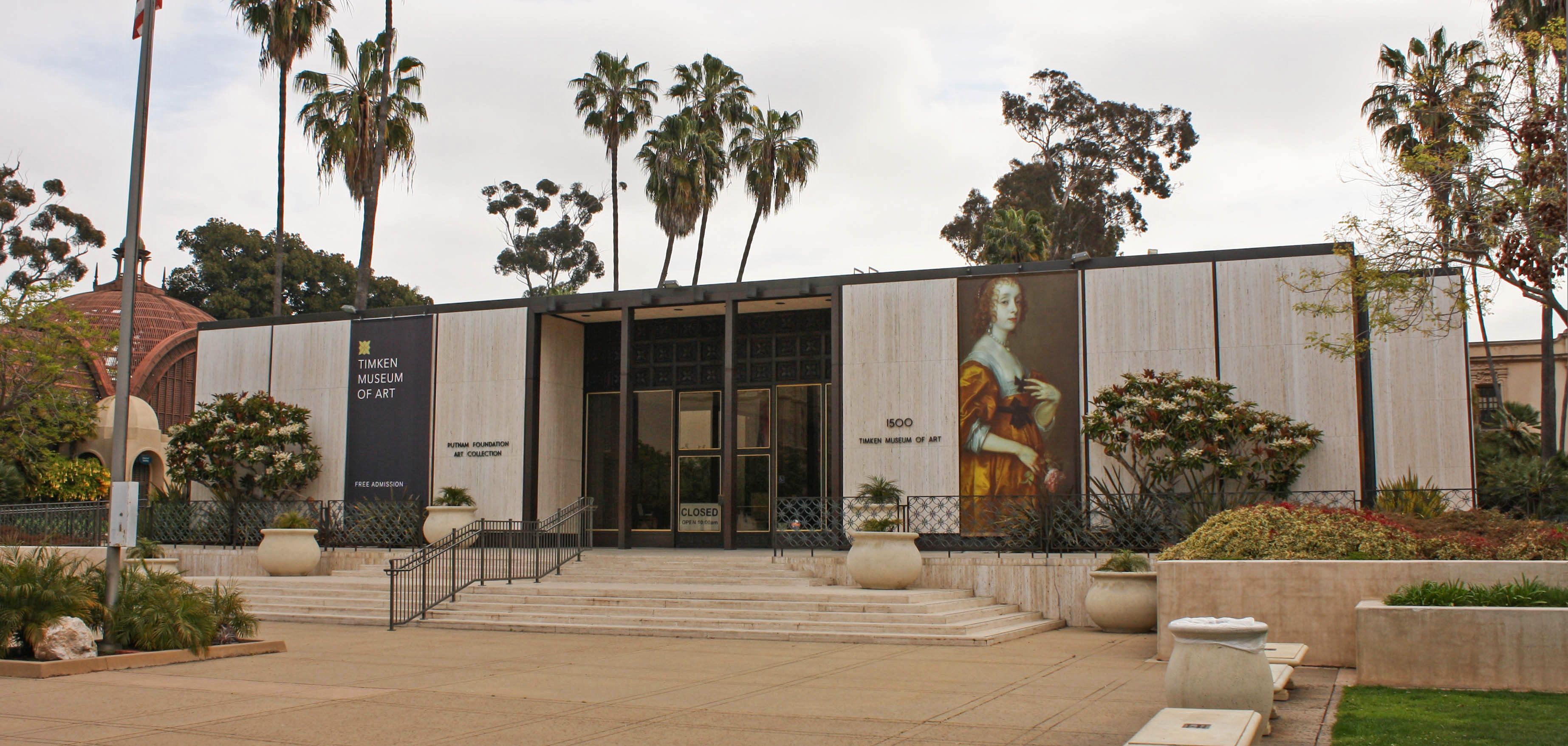
Timken Museum of Art

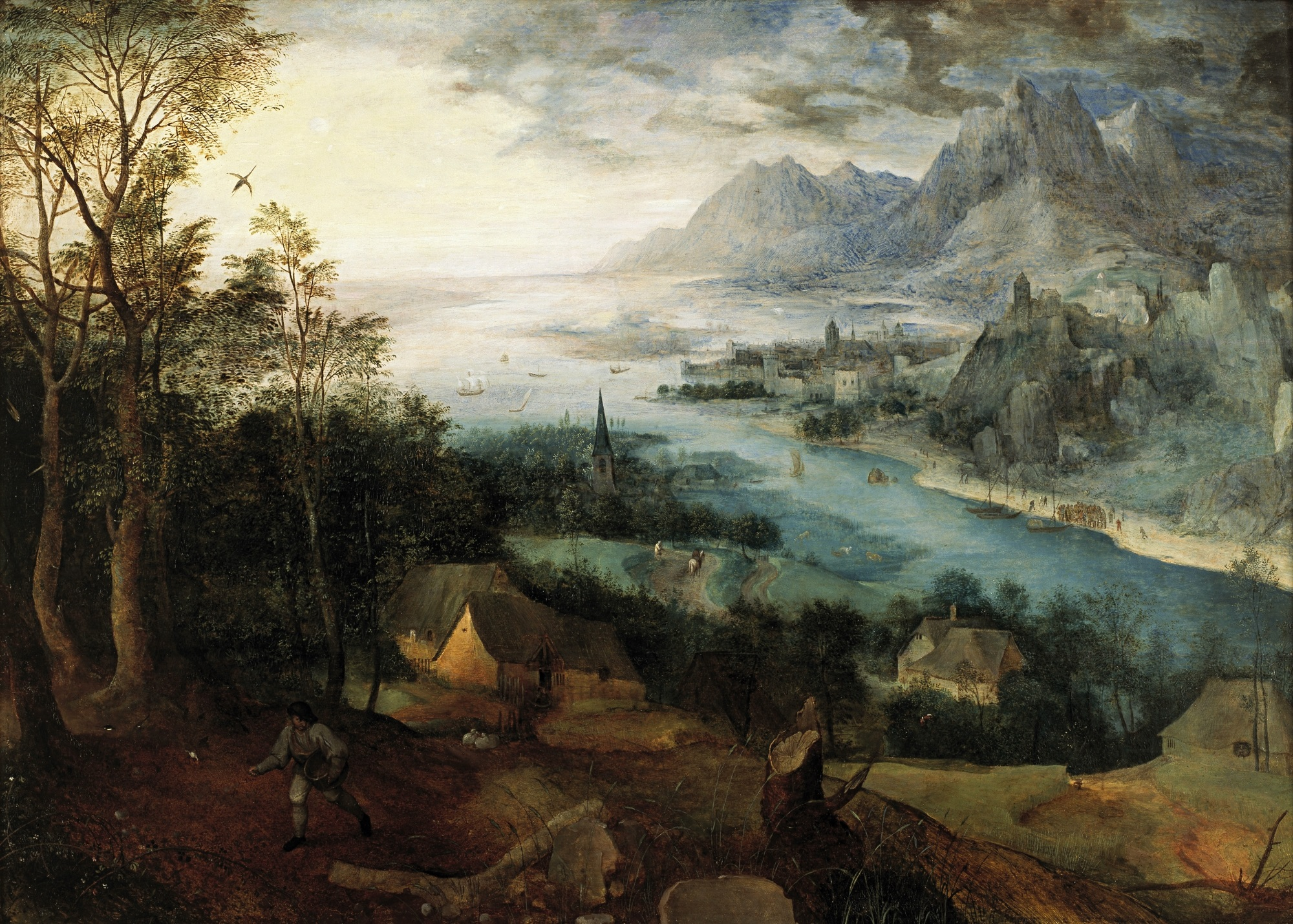
Pieter Bruegel der Ältere: Flusslandschaft mit einem Sämann

Das Timken Museum of Art ist ein Kunstmuseum in San Diego.
Das 1965 erbaute und gegründete Museum befindet sich direkt am Balboa Park. Es wurde von der Timken-Familie finanziert.
Es sind zahlreiche Gemälde ausgestellt, darunter sind Amerikaner (John Singleton Copley, Eastman Johnson, Benjamin West, Thomas Cole, Albert Bierstadt), Italiener (Giovanni Girolamo Savoldo, Paolo Veronese, Giovanni Francesco Barbieri und Girolamo Savoldos [Die Versuchungen des heiligen Antonius]), Spanier (Bartolomé Esteban Murillo) und Franzosen (François Clouet, Claude Lorrain, François Boucher, Jean-Honoré Fragonard, Jacques-Louis David, Jean-Baptiste-Camille Corot) sowie Werke vom Pieter Bruegel der Ältere, Peter Paul Rubens, Anthony van Dyck und Frans Hals.